# Liste der Baudenkmäler in Fürth-Atzenhof
In der Liste der Baudenkmäler in Atzenhof sind die Baudenkmäler im Fürther Ortsteil Atzenhof aufgelistet. Zu diesen Baudenkmälern gibt es auch eine Bildersammlung.
Diese Liste ist eine Teilliste der Liste der Baudenkmäler in Fürth. Grundlage der Liste ist die Bayerische Denkmalliste, die auf Basis des bayerischen Denkmalschutzgesetzes vom 1. Oktober 1973 erstmals erstellt wurde und seither durch das Bayerische Landesamt für Denkmalpflege geführt und aktualisiert wird. Die folgenden Angaben ersetzen nicht die rechtsverbindliche Auskunft der Denkmalschutzbehörde.

## Baudenkmäler nach Straßen
| Lage | Objekt                                                                                   | Beschreibung | Akten-Nr.                 | Bild                                                                      |
| --- | ---------------------------------------------------------------------------------------- | --- | ------------------------- | ------------------------------------------------------------------------- |
| Atzenhofer Straße (Standort) | Kriegerdenkmal                                                                           | Kriegerdenkmal für 1914/18 und 1939/45, Sandsteinaufbau mit halbrundem Giebel und Relief eines gefallenen Kriegers, davor Eisengeländer, 1923. | D-5-63-000-1628 Wikidata  | Kriegerdenkmal                                                            |
| Atzenhofer Straße 48 (Standort) | Wohnstallhaus                                                                            | Zweigeschossiger giebelständiger Sandsteinquaderbau mit Satteldach, Gesimsgliederung und Zahnschnitt-Traufgesims, bez. 1787. | D-5-63-000-1483 Wikidata  | weitere Bilder                                                            |
| Charles-Lindbergh-Straße 1, 1 a, 1 b, 1 c, 1 d, 1 e, 3, 3 a, 3 b, 3 c, 3 d, 5, 5 a, 5 b, 5 c, 5 d, Flugplatzstraße 86, 86 a, 86 b (Standort) | Ehemalige Normalflugzeughalle (Gebäude Nr. 257) des Flughafens Nürnberg-Fürth            | Langgestreckter Eisenbetonbau mit flachem Pultdach und vorstehenden Eisenträgern, nach Musterplänen des „K. Bauausschuss für Fliegerstationen - Berlin“, um 1917, modern verändert.                                                                                         | D-5-63-000-1624 zugehörig | weitere Bilder                                                            |
| Flugplatzstraße / Charles-Lindbergh-Straße (Standort)                                                                                        | Ehemaliger Flughafen Nürnberg-Fürth                                                      | Nach dem Zweiten Weltkrieg Monteith Barracks, um 1916 als Militärstützpunkt errichtet, 1920 bis 1933 als Flughafen in Betrieb. | D-5-63-000-1624 Wikidata  | weitere Bilder                                                            |
| Flugplatzstraße (an der nördlichen Ecke zur Charles-Lindbergh-Straße) (Standort)                                                             | Ehemalige Feuerwehrstation (Gebäude Nr. 258) des Flughafens Nürnberg-Fürth               | Zweigeschossiger, traufseitiger und geschlämmter Backsteinbau mit Satteldach, um 1934/35. | D-5-63-000-1624 zugehörig | weitere Bilder                                                            |
| Flugplatzstraße 40 (Standort) | Ehemalige Flugwerft und Hangar (Gebäude Nr. 252) des Flughafens Nürnberg-Fürth           | Ziegelsteinbau mit breit gelagerter Gitterfachwerk-Dachträgerkonstruktion, um 1935/40, modern verändert. | D-5-63-000-1624 zugehörig | weitere Bilder                                                            |
| Flugplatzstraße 70 (Standort) | Ehemaliges Empfangsgebäude und Flugwerft (Gebäude Nr. 254) des Flughafens Nürnberg-Fürth | Zweigeschossiger, dreiflügeliger und verputzter Stahlbetonbau mit Walmdach, mittigem Eingangspavillon mit Freitreppe an der Ostseite und großer, zwischen den Gebäudeflügeln eingespannter Halle in Eisenbeton-Bogenträger-Konstruktion, barockisierend, 1917/18, erneuert. | D-5-63-000-1624 zugehörig | weitere Bilder                                                            |
| Flugplatzstraße 90 (Standort) | Ehemaliger Flugzeughangar (Gebäude Nr. 259) des Flughafens Nürnberg-Fürth                | Ziegelsteinbau mit breit gelagerter Gitterfachwerk-Dachträgerkonstruktion, um 1935/40, modern verändert. | D-5-63-000-1624 zugehörig | weitere Bilder                                                            |
| Flugplatzstraße 100 (Standort) | Ehemaliges Flugleitgebäude (Gebäude Nr. 260) des Flughafens Nürnberg-Fürth               | Zweigeschossiger, traufseitiger Satteldachbau mit dreigeschossigem Turmanbau an der Westseite und erdgeschossigen Anbauten an der Ostseite, um 1934/35, modern verändert.                                                                                                   | D-5-63-000-1624 zugehörig | weitere Bilder                                                            |
| Flugplatzstraße 100 (Standort) | Ehemaliger Flugzeughangar (Gebäude Nr. 261) des Flughafens Nürnberg-Fürth                | Ziegelsteinbau mit breit gelagerter Gitterfachwerk-Dachträgerkonstruktion, um 1935/40, modern verändert. | D-5-63-000-1624 zugehörig | Ehemaliger Flugzeughangar (Gebäude Nr. 261) des Flughafens Nürnberg-Fürth |
| Hans-Mangold-Straße (Standort) | Ehemalige Kraftwagenhalle (Gebäude Nr. 279) des Flughafens Nürnberg-Fürth                | Langgestreckter, erdgeschossiger Satteldachbau, 1917/18. | D-5-63-000-1624 zugehörig | weitere Bilder                                                            |
| Käthe-Brand-Straße (Standort) | Ehemaliges Materialienlager (Gebäude Nr. 280) des Flughafens Nürnberg-Fürth              | Langgestreckter, ein- bis zweigeschossiger und traufseitiger Satteldachbau mit rustiziertem Erdgeschoss, 1917/18. | D-5-63-000-1624 zugehörig | weitere Bilder                                                            |
| Käthe-Brand-Straße (Standort) | Ehemaliger Funkbunker                                                                    | Stollensystem in Form eines Rundgangs und eines langgestreckten Stollens in östlicher Richtung, mit zeltartigem Betonschutzdach, um 1943. | D-5-63-000-1711 Wikidata  | BW                                                                        |